# Alle Juden raus!
Der Dokumentarfilm Alle Juden raus!  Untertitel: Judenverfolgung in einer deutschen Kleinstadt 1933–1945, von Emanuel Rund (Regie, Drehbuch) aus dem Jahr 1990 beschreibt konkrete Schritte der Judenverfolgung in einer deutschen Kleinstadt von 1933 bis 1945. Schülerinnen und Schüler von heute befragen 1989 am 9. November Bürger aus Göppingen, wie sie sich damals verhalten haben. Als Deportationsort handelt der Film vom KZ Theresienstadt. Die deutsche Jüdin Inge Auerbacher war eines der hundert Kinder, die das KZ Theresienstadt überlebt haben. Sie und ihre Mutter erzählen davon.
Die Deutsche Film- und Medienbewertung FBW in Wiesbaden verlieh dem Film das Prädikat besonders wertvoll.